# Ivo Wortmann
Ivo Wortmann, właśc. Ivo Ardais Wortmann (ur. 10 marca 1949 w Quaraí) – brazylijski piłkarz i trener, występujący podczas kariery na pozycji pomocnika.

## Kariera klubowa
Ivo Wortmann karierę piłkarską rozpoczął w klubie Grêmio Porto Alegre, gdzie grał w latach 1971–1972. W Grêmio 16 października 1971 w zremisowanym 1-1 meczu z Santa Cruz Recife Ivo zadebiutował w lidze brazylijskiej. W latach 1973–1976 występował w Américe Rio de Janeiro. Ostatnim klubem w karierze Ivo Wortmanna był SE Palmeiras, gdzie zakończy karierę w 1979. W Palmeiras 13 sierpnia 1978 w przegranym 0-1 meczu z Guarani FC Wortmann po raz ostatni wystąpił w lidze. Ogółem w latach 1971–1978 w lidze brazylijskiej wystąpił w 108 meczach i strzelił 3 bramki.

## Kariera reprezentacyjna
Ivo Wortmann ma za sobą powołania do reprezentacji Brazylii. W 1975 roku został powołany na Copa América 1975. Na turnieju był rezerwowym i nie wystąpił w żadnym meczu. Nigdy nie zdołał zadebiutować w reprezentacji.

## Kariera trenerska
Po zakończeniu kariery piłkarskiej Ivo Wortmann został trenerem. Trenował wiele klubów brazylijskiej m.in. Fluminense, Botafogo, Grêmio, Internacional Porto Alegre, Coritibę, Juventude czy Cruzeiro. Największe sukcesy osiągnął w Cruzeiro EC, z którym zdobył mistrzostwo stanu Minas Gerais – Campeonato Mineiro w 2001 i w Paysandu SC, z którym zdobył mistrzostwo stanu Pará – Campeonato Paraense w 2003. Wortmann pracował również w Europie w Dynamie Moskwa, USA w Miami Fusion, czy w Azji, gdzie pracował w klubach w Katarze, Zjednoczonych Emiratach Arabskich czy z reprezentacją Kataru i reprezentacją Arabii Saudyjskiej. Największy sukces osiągnął pracując z reprezentacją Arabii Saudyjskiej U-17, z którą zdobył Mistrzostwo Świata U-17.